# Kevin Tapoko
Kevin Tapoko, né le 13 avril 1994 à Laval (Mayenne), est un footballeur franco-camerounais. Il joue au poste de milieu défensif à Panachaïkí.
Il est le fils de Guy-Noël Tapoko, international camerounais et joueur du Stade lavallois dans les années 1990.

## Biographie

### Carrière en club

#### Enfance et formation (2001-2012)
Né en 1994 à Laval, où son père évolue comme joueur professionnel, Kevin Guy-Noël Pierre Tapoko commence le football dans des clubs amateurs mayennais, avant d'intégrer le Stade lavallois à onze ans. En 2009 il est parfois surclassé en 16 ans nationaux et fait partie de la sélection de la Ligue du Maine qui s'apprête à disputer la Coupe nationale des 14 ans. Auteur d'un quadruplé lors d'une victoire de son équipe, il est repéré par de nombreux clubs professionnels (Lyon, Monaco, Rennes, Auxerre, Le Mans), et proposé à Arsenal, qui ne donne pas suite. Il choisit sans hésiter l'Olympique lyonnais, club phare du football hexagonal, septuple champion en titre, où il signe un contrat aspirant de trois ans. Le Stade lavallois perçoit une indemnité de 45 000 € dans l'opération.
Au centre de formation de l'OL, il côtoie les générations 1993 et 1994, dont les têtes d'affiche sont Samuel Umtiti, Alassane Pléa, Corentin Tolisso et Yassine Benzia. Sa première année se passe bien et ses performances lui ouvrent les portes de l'équipe de France U16, mais le courant passe mal avec ses nouveaux formateurs dès la deuxième saison, alors qu'il est pourtant surclassé en U19. Impatient et caractériel, il choisit de résilier son contrat et signe un contrat aspirant d'un an au Mans FC, où il évolue avec l'équipe réserve et les U19. Au sortir d'une suspension de six matches infligée après qu'il a blessé un adversaire, il est relégué avec l'équipe C en DH.

#### Débuts professionnels à l'étranger (2012-2018)
Il rebondit en Suisse à Lausanne-Sport, qui lui offre son premier contrat professionnel, avant de rejoindre la Belgique, où il bénéficie de peu de temps de jeu (une trentaine de titularisations en quatre ans). Alors qu'il songe à revenir en France au niveau amateur, il reçoit une proposition du Panionios Athènes et s'envole en Grèce, où il découvre la Ligue Europa et les salaires impayés.

#### Passage en Israël (2018-2022)
C'est en Israël qu'il semble trouver une certaine stabilité, sur le terrain et en dehors, enchaînant les bonnes performances dans un rôle de joueur polyvalent. Arrivé sur la pointe des pieds en août 2018 dans le club promu de l'Hapoël Hadera et payé au salaire minimum légal en D1 israélienne (5000 euros), il s'impose comme titulaire indiscutable. La presse israélienne salue ses « capacités impressionnantes », notant qu'il est le joueur de D1 israélienne ayant parcouru la plus grande distance totale, et l'un de ceux ayant récupéré le plus de ballons. En janvier 2019 l'Hapoël Be'er Sheva, triple champion d'Israël en titre, le recrute pour 450 000 €, soit le montant de sa clause libératoire. Il ne joue que sept matches sur 18 et est prêté en juillet à l'Hapoël Haifa, où il réalise une saison correcte, puis au Grenoble Foot 38 en Ligue 2 française, où il n'est titularisé qu'à onze reprises. À son retour de prêt en 2021 il s'engage libre à l'Hapoël Haifa. Ses performances sont jugées décevantes et il est écarté de l'équipe pour des problèmes disciplinaires. Il lui est reproché d'avoir quitté un match face à l'Hapoël Tel-Aviv après avoir été remplacé à la mi-temps. Au mercato d'hiver il est invité à trouver un autre club. Refusant de revenir en France, et ne trouvant pas d'alternative en première division israélienne, il s'entend finalement avec le club bulgare de Beroe Stara Zagora pour un prêt de six mois, conclu le jour de la clôture du mercato.

#### Retour en France (depuis 2022)
En 2022 il fait son retour dans sa ville de naissance et signe un contrat d'un an au Stade lavallois, avec une année en option en cas de maintien en Ligue 2 BKT. Il portera le numéro 8 qui fut aussi celui de son père à Laval. Après deux entrées en jeu ponctuées de deux cartons jaunes et d'un carton rouge, il est victime d'une entorse du genou lors d'un match amical avec la réserve et est absent de mi-août à début octobre.

### Parcours en sélection nationale
En mars 2010 Kevin Tapoko est sélectionné en équipe de France U16 pour disputer le Tournoi de Montaigu. Les Bleuets sont emmenés par Benjamin Mendy et décrochent la troisième place. Aligné comme attaquant par le sélectionneur Patrick Gonfalone, Tapoko joue les trois premiers matches mais ne marque aucun but. 
D'ascendance camerounaise par son père, Kevin Tapoko est éligible pour jouer avec les Lions Indomptables.

## Style de jeu
Numéro 9 à son arrivée à Lyon, Kevin Tapoko est repositionné comme neuf et demi puis numéro 10 par ses formateurs. C'est à Lausanne qu'il trouve ses repères au milieu de terrain, un poste plus en phase avec ses qualités techniques.
Il est considéré comme un joueur de tempérament, parfois difficile à canaliser. En une centaine de titularisations au niveau professionnel, il a reçu 49 cartons jaunes et trois cartons rouges.

## Palmarès
- Troisième du Tournoi de Montaigu avec l'équipe de France U16 en 2010.